# إيتاروما
إيتاروما (بالبرتغالية: Itarumã‏) هي بلدية تقع في البرازيل في غوياس.[بحاجة لمصدر] يقدر عدد سكانها بـ 6,298 نسمة ومساحتها 3,433 كم2 وترتفع عن سطح البحر 474 متر.